# 17858 Боже
17858 Боже (17858 Beaugé) — астероїд головного поясу, відкритий 22 травня 1998 року.
Тіссеранів параметр щодо Юпітера — 3,554.